# John Price (acteur)
John Christopher Waldemar Price (Kopenhagen, 15 september 1913 - 10 december 1996) was een Deense acteur en regisseur.
De Welsh toneelspelersfamilie Price kwam in 1795 naar Denemarken. Onder de leden zijn verschillende uitstekende toneelspelers bekend, met name in het Koninklijk Theater in Kopenhagen.
John Price ging naar de Koninklijke Balletschool en de opleiding van het Koninklijk Theater. Later werd hij acteur, regisseur en docent.
Hij heeft op het toneel onder andere Caesar en Cleopatra, A Streetcar Named Desire, Paradijs en Othello geënsceneerd.
John Price schreef over gastronomie, hij was de auteur van het boek Eten met Price (1973) en lid van de Deense Gastronomische Academie.
In 1972 ontving hij de exclusieve medaille "Ingenio et Arti". Hij was een Ridder Ie Klasse in de Orde van de Dannebrog.
- International Standard Name Identifier: 0000 0003 8276 7004
- Library of Congress Control Number: n86846757
- Système universitaire de documentation: 125537808
- Virtual International Authority File: 266791461
- WorldCat: E39PBJm9gg9XyJ3g798pWFTrbd